# Saint-Pierre-des-Échaubrognes
Saint-Pierre-des-Échaubrognes är en kommun i departementet Deux-Sèvres i regionen Nouvelle-Aquitaine i västra Frankrike. Kommunen ligger i kantonen Mauléon som tillhör arrondissementet Bressuire. År 2022 hade Saint-Pierre-des-Échaubrognes 1 396 invånare.

## Befolkningsutveckling
Antalet invånare i kommunen Saint-Pierre-des-Échaubrognes
| Referens: INSEE |